# Vic Wunderle
Vic Wunderle, född 4 mars 1976 i Lincoln, Illinois, är en amerikansk idrottare som tog två OS-medaljer i bågskytte vid olympiska sommarspelen 2000.

## Meriter

### Olympiska meriter

#### Olympiska sommarspelen 2008
| Namn                                     | Gren         | Rankingrunda | Rankingrunda | 32-delsfinal                 | 16-delsfinal                         | 8-delsfinal                   | Kvartsfinal                 | Semifinal        | Final            | Final            |
| Namn                                     | Gren         | Poäng        | Seed         | Resultat                     | Resultat                             | Resultat                      | Resultat                    | Resultat         | Resultat         | Plats            |
| ---------------------------------------- | ------------ | ------------ | ------------ | ---------------------------- | ------------------------------------ | ----------------------------- | --------------------------- | ---------------- | ---------------- | ---------------- |
| Vic Wunderle                             | Individuellt | 652          | 41           | \|Velez (MEX) (24) W 106-102 | di Buo (ITA) (9) W 108(+19)-108(+17) | Dong-Hyun (KOR) (8) W 113-111 | Serrano (MEX) (1) L 106-113 | Gick inte vidare | Gick inte vidare | Gick inte vidare |
| Brady Ellison Butch Johnson Vic Wunderle | Lag          | 1969         | 10           | N/A                          | N/A                                  | (Taiwan) (7) L 218-222        | Gick inte vidare            | Gick inte vidare | Gick inte vidare | 9                |